# Fenobarbital
El fenobarbital o fenobarbitona és un barbitúric, fabricat per primera vegada per Bayer sota la marca comercial Luminal®. És l'anticonvulsiu més utilitzat en l'actualitat i també el més antic. Té propietats sedants i hipnòtiques, però igual que la resta de barbitúrics, en aquest aspecte s'utilitzen més les benzodiazepines. L'OMS recomana el seu ús en el control de les convulsions en els països en vies de desenvolupament. És un medicament essencial segons la Llista de Medicaments Essencials de l'OMS, llista que enumera els medicaments essencials en un sistema bàsic d'atenció sanitària. En països més desenvolupats, no és el medicament d'elecció per a la majoria d'atacs, encara que s'utilitza bastant en casos de convulsió en nounats.

## Història
El primer barbitúric, el barbital, va ser sintetitzat el 1902 pels químics alemanys Emil Fisher i Joseph von Mering a Bayer. El 1904, Fisher va sintetitzar alguns compostos semblants, entre ells el fenobarbital. Aquest va ser comercialitzat per primer cop el 1912, sota la marca comercial Luminal. Es va utilitzar com a sedant i hipnòtic fins al 1950, quan van aparèixer les benzodiazepines.
Entre el 1934 i el 1945 el fenobarbital va ser utilitzat pels metges alemanys de l'Alemanya nazi per a matar els nens que naixien malalts o amb deformitats físiques, dins del programa d'eutanàsia que havia imposat el Partit Nazi. L'operació T-4, programa pel qual van ser assassinats tots aquells nens que no complien els requisits aris, va ser un precursor de l'Holocaust, i gran quantitat de personal mèdic que hi va estar implicat va ser transferit als camps de concentració nazi, on van posar en pràctica tot el saber que havien après anteriorment.

Les propietats hipnòtiques, sedants i soporíferes del fenobarbital van ser conegudes el 1912, però en aquell moment ningú sabia que tenia a més propietats anticonvulsives. El doctor Alfred Hauptmann el va utilitzar en una ocasió com a tranquil·litzant en pacients amb convulsions, i en veure que aquestes s'aturaven, va començar un llarg estudi amb aquest tipus de pacients.